# Банново 1-е
 Банново 1-е  — деревня в Яранском районе Кировской области в составе Яранского городского поселения.

## География
Расположена на расстоянии примерно 4 км по прямой на восток-юго-восток от города Яранск.

## История
Известна с 1762 года как починок Банный, в 1873 году здесь дворов 7 и жителей 99, в 1905 20 и 128, в 1926 (деревня Банново) 21 и 105, в 1950 24 и 89, в 1989 5 жителей. Ныне имеет дачный характер.

## Население
| 2010 |
| ---- |
| 1    |

Постоянное население составляло 2 человека (русские 100 %) в 2002 году, 1 в 2010.